# Le Pirate des sept mers
 (août 2025).
Pour plus de détails, voir Fiche technique et Distribution.
Le Pirate des sept mers (Raiders of the Seven Seas) est un film américain réalisé par Sidney Salkow, sorti en 1953.

## Fiche technique
- Titre original : Raiders of the Seven Seas
- Titre français : Le Pirate des sept mers
- Réalisation : Sidney Salkow
- Scénario : Sidney Salkow et John O'Dea
- Photographie : W. Howard Greene
- Montage : Buddy Small
- Musique : Paul Sawtell
- Couleur : Technicolor
- Pays de production : États-Unis
- Format : 1,37:1
- Genre : aventure
- Durée : 88 minutes
- Date de sortie : 1953

## Distribution
- John Payne : Barberousse
- Donna Reed : Alida
- Gerald Mohr : Capitaine Jose Salcedo
- Lon Chaney Jr. : Peg Leg
- Anthony Caruso : Renzo
- Henry Brandon : Capitaine Goiti
- Skip Torgerson : Datu
- Frank DeKova : Capitaine Romero
- William Tannen : Ramon
- Christopher Dark (en) : Pablo
- Claire Du Brey : Señora Salcedo
- Howard Freeman : Mayor Pompaño